# Vernoil-le-Fourrier
 Vernoil-le-Fourrier  es una población y comuna francesa, en la región de Países del Loira, departamento de Maine y Loira, en el distrito de Saumur y cantón de Longué-Jumelles.

## Demografía
| 1445 | 1378 | 1332 | 1368 | 1296 | 1214 |
| Para los censos de 1962 a 1999 la población legal corresponde a la población sin duplicidades (Fuente: INSEE [Consultar]) |      |      |      |      |      |